# Erkenbrand
Erkenbrand är i J. R. R. Tolkiens böcker om härskarringen herre av Västfold; en rohirrim som, efter att ha förlorat slaget vid Isenvad, red tillsammans med Gandalf för att undsätta de belägrade trupperna i Slaget om Hornborgen. I Peter Jacksons filmatisering finns däremot Erkenbrand inte med.